# LaMonica Garrett
LaMonica Garrett (ur. 23 maja 1975 w San Francisco) – amerykański aktor i były zawodowy gracz w slamball.

## Wczesne lata i kariera sportowa
Urodził się w San Francisco w Kalifornii. Otrzymał imię na cześć Daryle Lamonica, byłego zawodnika quarterback w futbolu amerykańskim Oakland Raiders, którego rodzice byli fanami. Podczas nauki liceum Garrett był piłkarzem. Kiedy jego rodzina przeprowadziła się do Los Angeles, wraz z przyjacielem został przeniesiony do Burbank High School w Burbank. Ze względu na swoje ego i nastawienie nie został przyjęty do zespołu, podczas gdy jego przyjaciel stworzył zespół uniwersytecki.  W wywiadzie dla magazynu „Muscle and Fitness” wspomina o tym niepowodzeniu jako „przebudzenie, które nauczyło go zarówno pokory, jak i odpowiedzialności - i doprowadziło go na siłownię”. Zaczął intensywniej ćwiczyć i udało mu się uniknąć popełnienia przestępstwa. Po ukończeniu szkoły średniej uczęszczał do gimnazjum w Los Angeles, gdzie grał jako linebacker. W końcu przeprowadził się na Central State University w Ohio, gdzie kontynuował grę. W pewnym momencie poprowadził drużynę w walce. Zastanawiał się, czy nie dołączyć do National Football League, ale mimo tego, że nazywano go „świetnym zawodnikiem”, trenował z Detroit Lions i Los Angeles Rams, nie zdecydował się.  
Garrett zawsze interesował się aktorstwem, dlatego przeprowadził się do Los Angeles, aby rozpocząć karierę w branży rozrywkowej. W międzyczasie pracował jako kierowca FedEx, płacąc za zajęcia aktorskie. Garrett zaczął także grać w Slamball, hybrydę koszykówki i piłki nożnej rozgrywaną na trampolinach. Podczas gry stał się najlepszym strzelcem ligi i jednym z czterech graczy All Slamball Team.

## Kariera aktorska
Zadebiutował na ekranie jako Ian w komedii The Blues (2003) u boku Deona Richmonda. W 2008, będąc jeszcze graczem Slamball, dostał rolę w jednym odcinku serialu młodzieżowego The CW Pogoda na miłość (One Tree Hill) - pt. „Sympathy for the Devil”, który miał fabułę związaną ze Slamballem. Następnie podpisał kontrakt z agentem i nadal odgrywał niewielkie role w serialach telewizyjnych takich jak Siostra Hawthorne, CSI: Kryminalne zagadki Miami i Agenci NCIS.  

## Życie osobiste
27 kwietnia 2017 poślubił aktorkę Minę Iwanową, którą poznał kilka lat wcześniej.

## Filmografia

### Filmy
- 2011: Transformers 3 jako doradca Morshowera
- 2008: Primal jako Nick Powell
- 2019: Clemency jako Logan Cartwright

### Seriale TV
- 2008: Pogoda na miłość jako Jerome
- 2010: Zakochana złośnica jako producent
- 2011: Agenci NCIS jako kapitan marynarki Craig Quincy
- 2011: CSI: Kryminalne zagadki Miami jako strażnik
- 2011–2014: Synowie Anarchii jako zastępca szeryfa Cane
- 2012: W garniturach jako Roberto Solis
- 2012–2013: Mike i Molly jako James
- 2013: Współczesna rodzina jako wykidajło
- 2014: Kości jako
- 2016–2018: Designated Survivor jako Mike Ritter
- 2016–2018: Ostatni okręt jako porucznik TAO Cameron Burk
- 2018-: Supergirl jako The Monitor
- 2018-: Arrow jako The Monitor / Mar Novu / Anti-Monitor
- 2018-: Flash jako Mar Novu / The Monitor
- 2018-: DC’s Legends of Tomorrow jako Mar Novu / The Monitor
- 2019: Batwoman jako Mar Novu / The Monitor

### gry komputerowe
- 2011: Fight Night Champion jako Andre Bishop (głos)
- 2011: Need for Speed: The Run jako Rival Racer 2 / Highway Patrolman (głos)